# 枇杷城
枇杷城，是台灣南投縣埔里鎮的一個傳統地域名稱，位於該鎮中部偏東南。相較於今日行政區，其範圍大致包括枇杷里、泰安里東半部、杷城里東北大半部、水頭里北部凹入部分的兩側地帶。

## 歷史
台灣清治末期至日治初期，枇杷城地區為一街庄，稱為「枇杷城庄」，隸屬於埔里社堡。該庄北與大湳庄為鄰，東與蕃地為鄰，南邊及西南邊為水頭庄，西北邊為埔里社街。
1901年（日治明治三十四年）11月，全台廢縣廳改設二十廳，該庄隸屬於南投廳。1903年（明治三十六年）6月，該庄編入「埔里社區」，隸屬於南投廳。1909年（明治四十二年）10月，合併二十廳為十二廳，埔里社區仍隸屬於南投廳。1920年（大正九年），全台地方制度大改正，廢十二廳改設五州二廳，該庄改制為「水頭」大字，隸屬於臺中州能高郡埔里街。
戰後埔里街改制為埔里鎮，隸屬於臺中縣，大字亦改制為里。1950年10月，中、彰、投分治，埔里鎮改隸屬南投縣。

## 聚落
本地區發展較早的聚落有鹽土、枇杷城、舂米宮、下中心、文頭股等，在日治期初期的官方地圖上已有記載。此外，本地區尚有慈恩社區聚落。

## 交通
省道台14線（信義路、中山路一段）是彰化中庄子至南投廬山的幹道，大致以西南西—東北東走向蜿蜒經過枇杷城地區極北點附近。由該道路向西南西轉西繞經埔里市區北側可前往國姓市區西南郊、草屯、芬園、彰化中庄子並止於省道台1線路口；向東北東可前往仁愛（霧社）、廬山等地。
縣道131號（中正路）是埔里至水里的道路，大致以西北—東南走向轉北向南再轉北北西—南南東走向經過本地區西部凸出部分。由該道路向西北可前往埔里市區並止於鄉道投65線起點路口；向南南東轉南南西可前往水頭、珠子山東南部邊界地帶、加道坑、長寮東部邊界地帶、木屐囒西部、長寮南端、大林、魚池市區、新城中部、山楂腳中南部、社子並止於水里聚落西北側的省道台16線路口暨鄉道投54線終點路口。
鄉道投65-1線（忠孝路、隆生路）是埔里市區至白葉坑的道路，其東北側端點位於本地區西部凸出部分北側邊界外緣的縣道131號路口。由此向西南入境後一小段路再出境，其後轉北北東—南南西走向經過本地區西部凸出部分西側一小段邊界後出境轉西南微南，可前往埔里市區與水頭交界地帶、水頭與生蕃空交界地帶、生蕃空與珠子山交界地帶並止於鄉道投65線路口。
鄉道投71線（中正路、武界路）是水頭至武界的道路，其西北側端點位於本地區西部邊界中央偏南處外緣的縣道131號轉角路口。由此向南南東經過本地區西南端轉東南，可前往水頭東南部、北坑、東埔（仁愛鄉）、武界並止於新武界隧道與萬豐隧道之間的鄉道投83線終點路口。

## 學校
- 埔里高工
- 南光國小